# فلسفه در اتاق خواب (فیلم ۱۹۶۹)
فلسفه در اتاق خواب (فرانسوی: La philosophie dans le boudoir‎) که با نام‌های ورای عشق و شر (انگلیسی: Beyond Love and Evil) و دکامرون فرانسوی (ایتالیایی: Decameron francese) هم شناخته می‌شود، فیلمی فرانسوی به کارگردانی ژاک اسکاندولاری است که در سال ۱۹۶۹ منتشر شد. در این فیلم ژان-کریستوف بووه، مارتین دو بروتوی، مانو پلوتون و تعداد دیگری بازیگر گمنام نقش‌آفرینی نموده بودند.